# فیلیپ نگ
فیلیپ نگ (انگلیسی: Philip Ng؛ زادهٔ ۱۶ سپتامبر ۱۹۷۷) بازیگر، طراح رقص، کاراته‌کا و تکواندوکار و طراح صحنه‌های اَکشن هنگ کنگی‌‌تبار اهل ایالات متحده آمریکا است.

## فیلم‌شناسی
| سال  | نام فیلم                | نقش     | نکته |
| ---- | ----------------------- | ------- | ---- |
| ۲۰۰۳ | جکی و خون‌آشامان         | خون‌آشام |      |
| ۲۰۰۴ | ققنوس وارد می‌شود        |         |      |
| ۲۰۰۴ | داستان جدید پلیس        |         |      |
| ۲۰۰۵ | خانه خشم                |         |      |
| ۲۰۰۵ | جوخه اژدها              |         |      |
| ۲۰۰۹ | محافظان و آدمکش‌ها       |         |      |
| ۲۰۱۴ | روزی روزگاری در شانگهای |         |      |
| ۲۰۱۵ | شهر وحشی                |         |      |
| ۲۰۱۷ | تعقیب اژدها             |         |      |
| ۲۰۲۰ | اژدهای چاق وارد می‌شود   |         |      |